# V Liceum Ogólnokształcące im. Władysława Broniewskiego w Katowicach
V Liceum Ogólnokształcące im. Władysława Broniewskiego w Katowicach – publiczne liceum ogólnokształcące w Zespole Szkół Ogólnokształcących nr 2 w Katowicach, z siedzibą przy ulicy gen. Z. Waltera-Jankego 65, na terenie dzielnicy Piotrowice-Ochojec. Powołane zostało w 1954 roku, a jego patronem od 1962 roku jest poeta Władysław Broniewski.

## Historia
Historia ochojeckiego liceum sięga roku 1910. Wtenczas na terenach należących wówczas do gminy Piotrowice powiatu pszczyńskiego wybudowano szkołę. Naukę rozpoczęło wówczas 153 dzieci. Zajęcia w niej odbywały się w języku niemieckim. Po plebiscycie na Górnym Śląsku, placówka stała się szkołą polską. Następnie była rozbudowywana o kolejne sale lekcyjne (na początku istnienia znajdowały się w niej bowiem tylko dwie). 
W czasie niemieckiej okupacji, budynek ponownie został przemianowany na szkołę niemiecką, a dzięki wyparciu Niemców przez Armię Czerwoną, powróciła w ręce Polaków. Pierwszym powojennym kierownikiem szkoły został Franciszek Parcer. W latach 1948–1950 ochojecka szkoła została rozbudowana.
Na mocy decyzji Ministerstwa Oświaty i Wychowania z dnia 30 lipca 1954 roku szkoła podstawowa przekształcona została w rozwojową Szkołę Ogólnokształcącą Stopnia Podstawowego i Licealnego nr 8. Uczęszczała do niej przede wszystkim młodzież z Ochojca, Piotrowic i Brynowa, a także z odleglejszych rejonów współczesnych Katowic. Grono pedagogiczne stanowili nauczyciele dotychczasowej szkoły podstawowej, a ich skład uzupełnili pracownicy skierowani przez kuratorium oświaty. W roku szkolnym 1957/1958 liczba uczniów zbliżyła się do tysiąca osób. Utworzono większe klasy: trzy pierwsze, dwie siódme, jedną dziesiątą, aby nie trzeba było uczyć na trzy zmiany. Stan taki utrzymał się do chwili wybudowania w Ochojcu nowego budynku szkoły podstawowej. 
3 czerwca 1962 roku nadano szkole imię poety Władysława Broniewskiego, a 31 sierpnia 1964 roku, wraz z odejściem klas podstawowych do nowego budynku, dotychczasową Szkołę Podstawową i Liceum Ogólnokształcące nr VIII przemianowano na V Liceum Ogólnokształcące im. Władysława Broniewskiego w Katowicach. W latach 60. XX wieku uczniów obowiązywał strój granatowo szary – dziewczęta musiały nosić granatowe fartuchy, a chłopcy granatowe bluzy. Uczniów łączyło też noszenie tarcz szkolnych, a przez pewien czas także granatowych beretów i czapek z błyszczącym daszkiem.
W latach 90. XX wieku stopniowo wprowadzano nowe profile klas: humanistyczny, biologiczno-chemiczny i informatyczny. W latach 2000–2004 działały programy innowacyjne, dotyczące nauczania zintegrowanego języka angielskiego z innymi przedmiotami oraz środowiskiem przyrodniczym. W roku szkolnym 2013/2014 szkoła podpisała umowy patronackie z Instytutem Filozofii Uniwersytetu Śląskiego w Katowicach i Uniwersytetem Ekonomicznym w Katowicach oraz Górnośląską Wyższą Szkołą Handlową.

## Dyrektorzy
- Zofia Benedycka (1954)[8]
- Franciszek Parcer (1954)[8]
- Zofia Benedycka (1955)[8]
- Jan Karczewski (1955–1970)[8]
- Jerzy Surman (1970–1976)[8]
- Edward Folkert (1976–1979)[4]
- Anna Magiera (1979–2001)[4]
- Małgorzata Witańska (2001–?)[4]

## Budynek

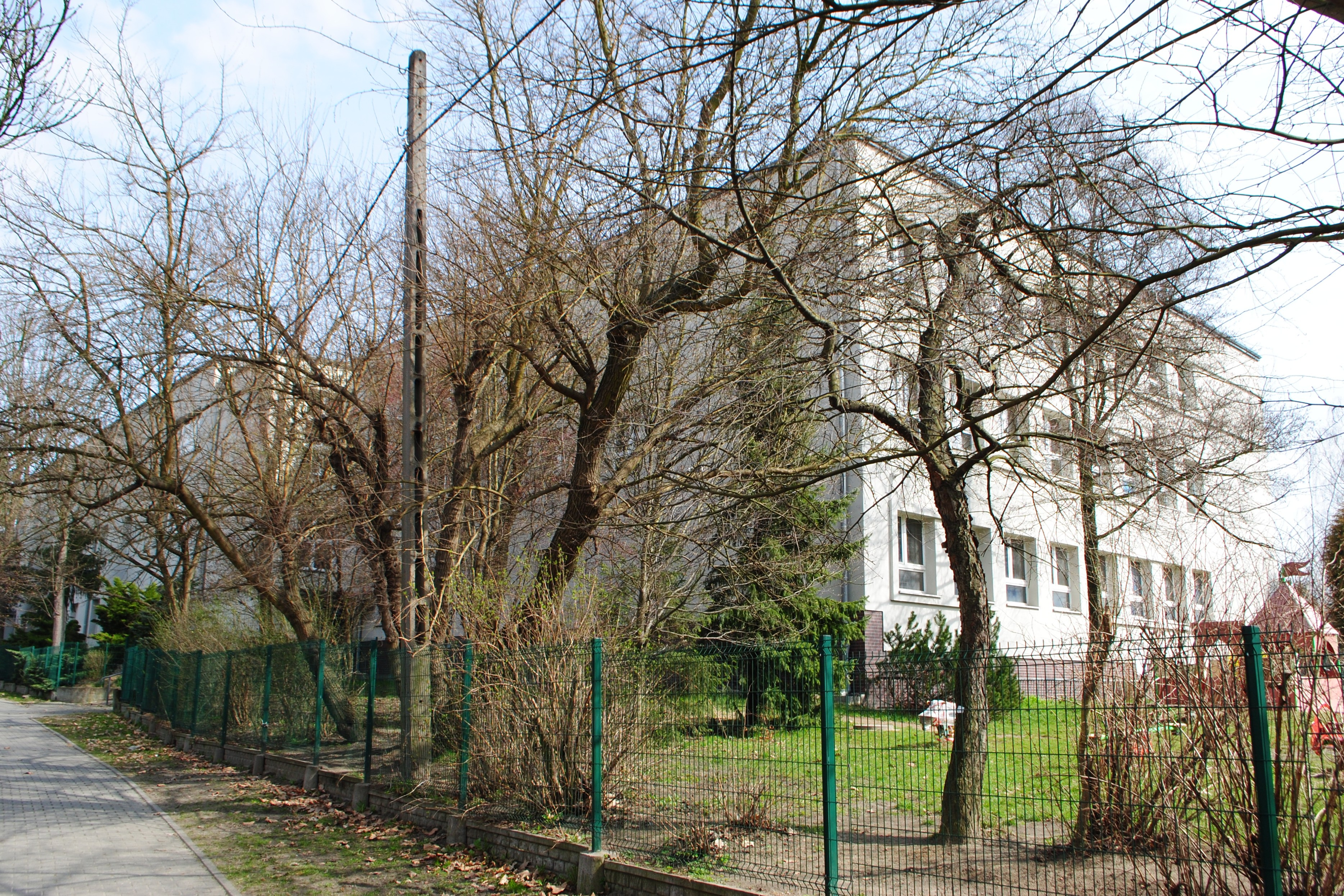
Budynek liceum od strony południowo-zachodniej (2025)

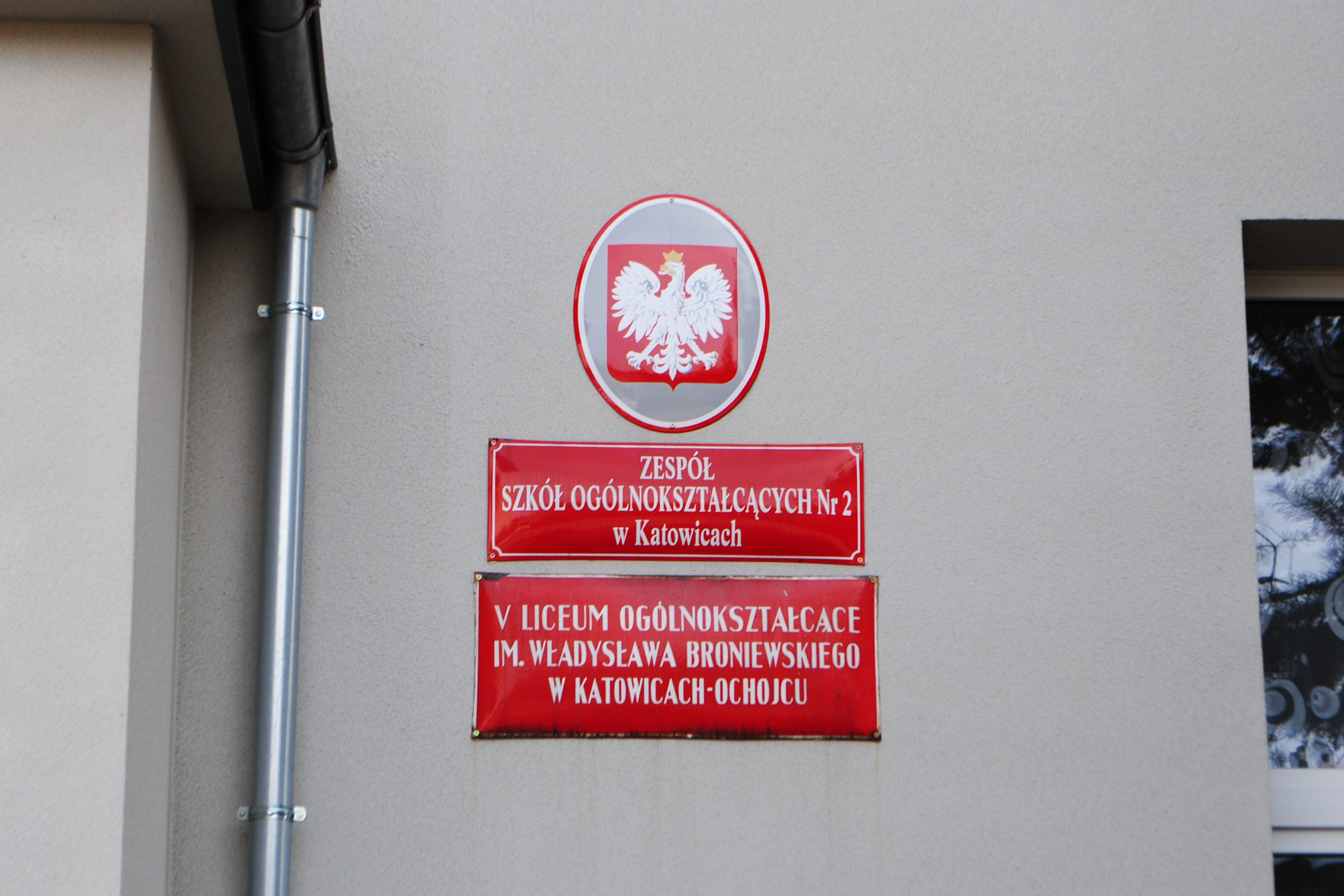
Tablice informacyjne przy wejściu do budynku liceum (2025)

Szkoła ma swoją siedzibę przy ulicy gen. Z. Waltera-Jankego 65 w Katowicach, na terenie dzielnicy Piotrowice-Ochojec.
Jest nim gmach z lat 30. XX wieku, wzniesiony w stylu funkcjonalizmu. Jest to obiekt murowany z cegły, tynkowany, dwu- i trójkondygnacyjny z podpiwniczeniem, kryty stropodachem. Charakteryzuje się rozczłonkowaną bryłą i cokołem z cegłą licówki. Budynek znajduje się na działce z ogrodem przedfrontowym i zapleczem – boiskiem i placem zabaw.
Na elewacji frontowej budynku liceum znajduje się tablica pamiątkowa upamiętniająca Hilarego Hermana, nauczyciela ochojeckiej szkoły, działacza ruchu oporu w okresie II wojny światowej, który zginął w 1944 roku.
Gmach wyposażony jest w pracownię komputerową, centrum multimedialne i laboratoria językowe.

## Charakterystyka
V Liceum Ogólnokształcące im. Władysława Broniewskiego w Katowicach to szkoła publiczna, którego organem prowadzącym jest miasto Katowice, a organem sprawującym nadzór Śląski Kurator Oświaty w Katowicach. Wchodzi w skład Zespołu Szkół Ogólnokształcących nr 2 w Katowicach z siedzibą przy ulicy Spółdzielczości 21, w skład którego prócz V Liceum Ogólnokształcącego wchodzą: Szkoła Podstawowa Nr 56 im. Henryka Sławika w Katowicach i Miejskie Przedszkole nr 4 w Katowicach.
Organami szkoły są: Dyrektor Szkoły, Rada Pedagogiczna, Rada Rodziców i Samorząd Uczniowski. Według stanu na 2025 rok, dyrektorem liceum jest mgr Sławomir Jarzyna, a wicedyrektorem mgr Anna Kurcius.
W roku szkolnym 2024/2025 roku działały klasy humanistyczne rozszerzoną nauką historii, języka angielskiego i jeżyka polskiego oraz klasy językowe z rozszerzoną nauką języka włoskiego, języka angielskiego i geografii. Jednocześnie prowadzone są dodatkowe zajęcia zgodne z profilem oddziału.
W liceum działa Teatr Szkolny. Prowadzona jest także działalność charytatywna – wspierana jest Fundacja Mam Marzenie oraz dom rodzinnej pomocy dzieciom z porażeniem mózgowym w Opolu. Wieloletnimi partnerami szkoły są: Pałac Młodzieży w Katowicach, Centrum Scenografii Polskiej w Katowicach, jednostki muzealne miasta, Miejski Dom Kultury „Południe” w Katowicach, Miejski Dom Kultury „Koszutka” w Katowicach, Miejski Dom Kultury „Bogucice-Zawodzie” w Katowicach, biblioteki oraz Uniwersytet Śląski w Katowicach.

## Znani pracownicy
- Franciszek Parcer – pedagog, dyrektor szkoły[17]

## Znani absolwenci
- Roman Buchta – duchowny rzymskokatolicki, katechetyk[18]
- Andrzej Hudziak – aktor[19]
- Marta Fox – poetka[19]
- Janusz Edward Kasperczyk – chemik[19]
- Marcin Krupa – prezydent Katowic[20]
- Lech Majewski – reżyser[19]
- Henryk Waniek – malarz, grafik, pisarz, krytyk[21]
- Jan Wojtyła – rektor Uniwersytetu Ekonomicznego w Katowicach[19]